# Ливан на летних Олимпийских играх 2012
Ливан принимал участие в Летних Олимпийских играх 2012 года в Лондоне (Великобритания), но не завоевал ни одной медали. Сборная страны состояла из 10 спортсменов (3 мужчины, 7 женщин), которые приняли участие в соревнованиях по лёгкой атлетике, фехтованию, дзюдо, стрельбе, плаванию, настольному теннису и тхэквондо.

## Результаты соревнований

### Лёгкая атлетика
Спортсменов — 2
Мужчины
| Дисциплина        | Спортсмен   | Предварительный раунд | Предварительный раунд | Четвертьфиналы       | Четвертьфиналы       | Полуфиналы           | Полуфиналы           | Финал                | Финал                |
| Дисциплина        | Спортсмен   | Результат             | Место                 | Результат            | Место                | Результат            | Место                | Результат            | Место                |
| ----------------- | ----------- | --------------------- | --------------------- | -------------------- | -------------------- | -------------------- | -------------------- | -------------------- | -------------------- |
| 110 м с барьерами | Ахмад Хазер | 14,82                 | 45                    | Закончил выступление | Закончил выступление | Закончил выступление | Закончил выступление | Закончил выступление | Закончил выступление |

Женщины
| Дисциплина | Спортсмен       | Предварительный раунд | Предварительный раунд | Четвертьфиналы        | Четвертьфиналы        | Полуфиналы            | Полуфиналы            | Финал                 | Финал                 |
| Дисциплина | Спортсмен       | Результат             | Место                 | Результат             | Место                 | Результат             | Место                 | Результат             | Место                 |
| ---------- | --------------- | --------------------- | --------------------- | --------------------- | --------------------- | --------------------- | --------------------- | --------------------- | --------------------- |
| 200 м      | Гретта Таслакян | 24,49                 | 50                    | Закончила выступление | Закончила выступление | Закончила выступление | Закончила выступление | Закончила выступление | Закончила выступление |

### Фехтование
Мужчины
| Соревнование         | Спортсмены | 1/16 финала        | 1/8 финала           | Четвертьфиналы       | Полуфиналы           | Матч за 3-е место    | Финал                |
| Соревнование         | Спортсмены | Соперник Результат | Соперник Результат   | Соперник Результат   | Соперник Результат   | Соперник Результат   |                      |
| -------------------- | ---------- | ------------------ | -------------------- | -------------------- | -------------------- | -------------------- | -------------------- |
| Индивидуальная шпага | Заин Шаито | Дзу Джун 2-15      | Завершил выступление | Завершил выступление | Завершил выступление | Завершил выступление | Завершил выступление |

Женщины
| Соревнование         | Спортсмены | 1/16 финала          | 1/8 финала              | Четвертьфиналы        | Полуфиналы            | Матч за 3-е место     | Финал                 |
| Соревнование         | Спортсмены | Соперник Результат   | Соперник Результат      | Соперник Результат    | Соперник Результат    | Соперник Результат    |                       |
| -------------------- | ---------- | -------------------- | ----------------------- | --------------------- | --------------------- | --------------------- | --------------------- |
| Индивидуальная шпага | Мона Шаито | Шаима эль Гамаль 7-6 | Элиза ди Франциска 2-15 | Завершила выступление | Завершила выступление | Завершила выступление | Завершила выступление |

### Дзюдо
Женщины
| Соревнование | Спортсмен  | 1/32               | 1/16                      | 1/8                  | Четвертьфиналы       | Полуфиналы           | Финал                | Утешительный полуфинал | Финал За 3 место     |
| Соревнование | Спортсмен  | Соперник Результат | Соперник Результат        | Соперник Результат   | Соперник Результат   | Соперник Результат   | Соперник Результат   | Соперник Результат     | Соперник Результат   |
| ------------ | ---------- | ------------------ | ------------------------- | -------------------- | -------------------- | -------------------- | -------------------- | ---------------------- | -------------------- |
| до 63 кг     | Карен Шама |                    | Элизабет Виллебурдс 110–0 | Завершил выступление | Завершил выступление | Завершил выступление | Завершил выступление | Завершил выступление   | Завершил выступление |

### Стрельба
Женщины
| Соревнование | Спортсмены | Квалификация | Квалификация | Финал                 |
| Соревнование | Спортсмены | Результат    | Место        | Финал                 |
| ------------ | ---------- | ------------ | ------------ | --------------------- |
| Трап         | Рэй Бэссил | 64           | 18           | Завершила выступление |

### Плавание
Спортсменов — 2
В следующий раунд на каждой дистанции проходят лучшие спортсмены по времени, независимо от места занятого в своём заплыве.
Мужчины
| Соревнование | Спортсмен     | Предварительные заплывы | Предварительные заплывы | Полуфиналы           | Полуфиналы           | Финал                | Финал                |
| Соревнование | Спортсмен     | Результат               | Место                   | Результат            | Место                | Результат            | Место                |
| ------------ | ------------- | ----------------------- | ----------------------- | -------------------- | -------------------- | -------------------- | -------------------- |
| 100 м брасс  | Ваел Коброслы | 1:07.06                 | 44                      | Завершил выступление | Завершил выступление | Завершил выступление | Завершил выступление |

Женщины
| Соревнование        | Спортсмен    | Предварительные заплывы | Предварительные заплывы | Полуфиналы            | Полуфиналы            | Финал                 | Финал                 |
| Соревнование        | Спортсмен    | Результат               | Место                   | Результат             | Место                 | Результат             | Место                 |
| ------------------- | ------------ | ----------------------- | ----------------------- | --------------------- | --------------------- | --------------------- | --------------------- |
| 800 м вольный стиль | Катя Башруше | 8:35:88                 | 19                      | Завершила выступление | Завершила выступление | Завершила выступление | Завершила выступление |

### Настольный теннис
Женщины
Одиночный разряд
| Соревнование     | Спортсмены            | Предварительный раунд | Первый раунд          | Второй раунд          | Третий раунд          | Четвёртый раунд       | Четвертьфинал         | Полуфинал             | Финал                 |
| Соревнование     | Спортсмены            | Соперник Результат    | Соперник Результат    | Соперник Результат    | Соперник Результат    | Соперник Результат    | Соперник Результат    | Соперник Результат    | Соперник Результат    |
| ---------------- | --------------------- | --------------------- | --------------------- | --------------------- | --------------------- | --------------------- | --------------------- | --------------------- | --------------------- |
| Одиночный разряд | Твин Карол Моумжоглян | Сара Ханфу 0-4        | Завершила выступление | Завершила выступление | Завершила выступление | Завершила выступление | Завершила выступление | Завершила выступление | Завершила выступление |

### Тхэквондо
Спортсменов — 1
Женщины
| Соревнование | Спортсмен    | 1/8 финала         | Четвертьфинал      | Полуфинал             | Финал                 |
| Соревнование | Спортсмен    | Соперник Результат | Соперник Результат | Соперник Результат    | Соперник Результат    |
| ------------ | ------------ | ------------------ | ------------------ | --------------------- | --------------------- |
| до 57 кг     | Андреа Паоли | Нидиа Муньос 4-2   | Цзэн Личэн 2-5     | Завершила выступление | Завершила выступление |